# Appenzeller Alpen
Appenzeller Alpen – grupa górska w Schweizer Voralpen, części Alp Zachodnich. Leży w Szwajcarii, w kantonach St. Gallen, Appenzell Innerrhoden i Appenzell Ausserrhoden. Najwyższym szczytem jest Säntis, który osiąga wysokość 2502 m.
Pasmo to graniczy z: Wyżyną Szwajcarską (Mittelland) na północy, Alpami Retyckimi (Rätikon) na wschodzie, Alpami Glarneńskimi na południu oraz Prealpami Schwyzu i Uri na zachodzie.
Najwyższe szczyty:
- Säntis - 2502 m,
- Girenspitz - 2448 m,
- Altmann - 2436 m,
- Gamsberg - 2385 m,
- Fulfirst - 2384 m,
- Wildhuser Schafberg - 2373 m,
- Wisswand - 2346 m,
- Alvier - 2343 m,
- Hinterrugg - 2306 m,
- Brisi - 2279 m,
- Frümsel - 2267 m,
- Zuestoll - 2235 m,
- Margelchopf - 2163 m,
- Silberplatten - 2158 m,
- Schibestoll - 2136 m.